# Angelo Colombo (calciatore 1961)
Angelo Colombo (Mezzago, 24 febbraio 1961) è un allenatore di calcio ed ex calciatore italiano.

## Caratteristiche tecniche
Era un mediano o un esterno destro di centrocampo, poco raffinato tecnicamente ma dalla forte predisposizione alla corsa, al sacrificio e al gioco di squadra, tanto da essere definito da Arrigo Sacchi, nel suo periodo milanista, «tatticamente più importante di Maradona».

## Carriera

### Giocatore

Colombo in maglia rossonera nel 1988, in gol contro il Pisa, vanamente contrastato da Claudio Sclosa

Angelo Colombo è cresciuto calcisticamente nel Monza, alle cui giovanili approdò all'età di tredici anni. Nel 1984 fu voluto da Pierpaolo Marino all'Avellino, con cui ha esordito in Serie A il 16 settembre 1984 in Avellino-Roma (0-0). La stagione seguente passò all'Udinese e nel 1987 venne acquistato dal Milan, con cui sul finire degli anni 1980 vinse uno scudetto, due Coppe dei Campioni, una Coppa Intercontinentale, una Supercoppa UEFA e una Supercoppa italiana.
Nel 1990 Colombo si trasferì al Bari, voluto da Gaetano Salvemini per rimpiazzare Angelo Carbone, acquistato proprio dai rossoneri. Nel 1992 lasciò i pugliesi e rimase inattivo per due anni, fino a quando, nel 1994, firmò per gli australiani del Marconi Stallions, con cui disputò la sua ultima stagione agonistica nel 1994-1995.

### Allenatore
Dopo essersi ritirato dal calcio giocato Colombo è diventato allenatore, ricoprendo per cinque anni la carica di coordinatore del settore giovanile del Milan, di cui poi è diventato responsabile per quattro anni. Il 26 gennaio 2009 ha firmato un contratto per allenare il Montebelluna, in Serie D, subentrando a Gianfranco Borgato e salvando la squadra ai play-out contro il Somma.
Nel maggio del 2010 è subentrato alla guida del Carpenedolo per i play-out della Lega Pro Seconda Divisione contro la Villacidrese, terminati con la retrocessione nei dilettanti. Nella stagione seguente la squadra ha perso i play-out della Serie D 2010-2011 contro il Ponsacco, evitando tuttavia la retrocessione in Eccellenza grazie a un ripescaggio. Il 30 ottobre 2011 Colombo è stato esonerato dalla società lombarda, che occupava la penultima posizione nel girone B del campionato di Serie D.

## Palmarès

### Giocatore

#### Competizioni nazionali
- Campionato italiano: 1

Milan: 1987-1988
- Supercoppa italiana: 1

Milan: 1988

#### Competizioni internazionali
- Coppa dei Campioni: 2

Milan: 1988-1989, 1989-1990
- Supercoppa UEFA: 1

Milan: 1989
- Coppa Intercontinentale: 1

Milan: 1989